# 顧斗光
顾斗光（1724年—1786年），字曜七，号谔斋。清无锡人。

## 生平
顧奎光之弟。身高不足四尺。乾隆四十五年（1780年）贡生。楊鴻觀之妻顧氏是顧斗光之妹。斗光滿腹經綸，但科場不顺，只能在家教導顧敏恆、楊芳燦及楊揆等後輩，日後諸侄均能功成名就。晚年遊楚蜀間，為黃州書院山長，综其一生飢寒交迫，乾隆五十年（1785）以疾卒。

## 著作
有《翠苕軒詩鈔》十四卷、《翠苕軒詞》四卷、《列女樂府》八卷。